# Fimbristylis circumciliata
Fimbristylis circumciliata är en halvgräsart som beskrevs av Ethirajalu Govindarajalu. Fimbristylis circumciliata ingår i släktet Fimbristylis och familjen halvgräs.
Artens utbredningsområde är Assam (Indien). Inga underarter finns listade i Catalogue of Life.